# Thomas Maclear

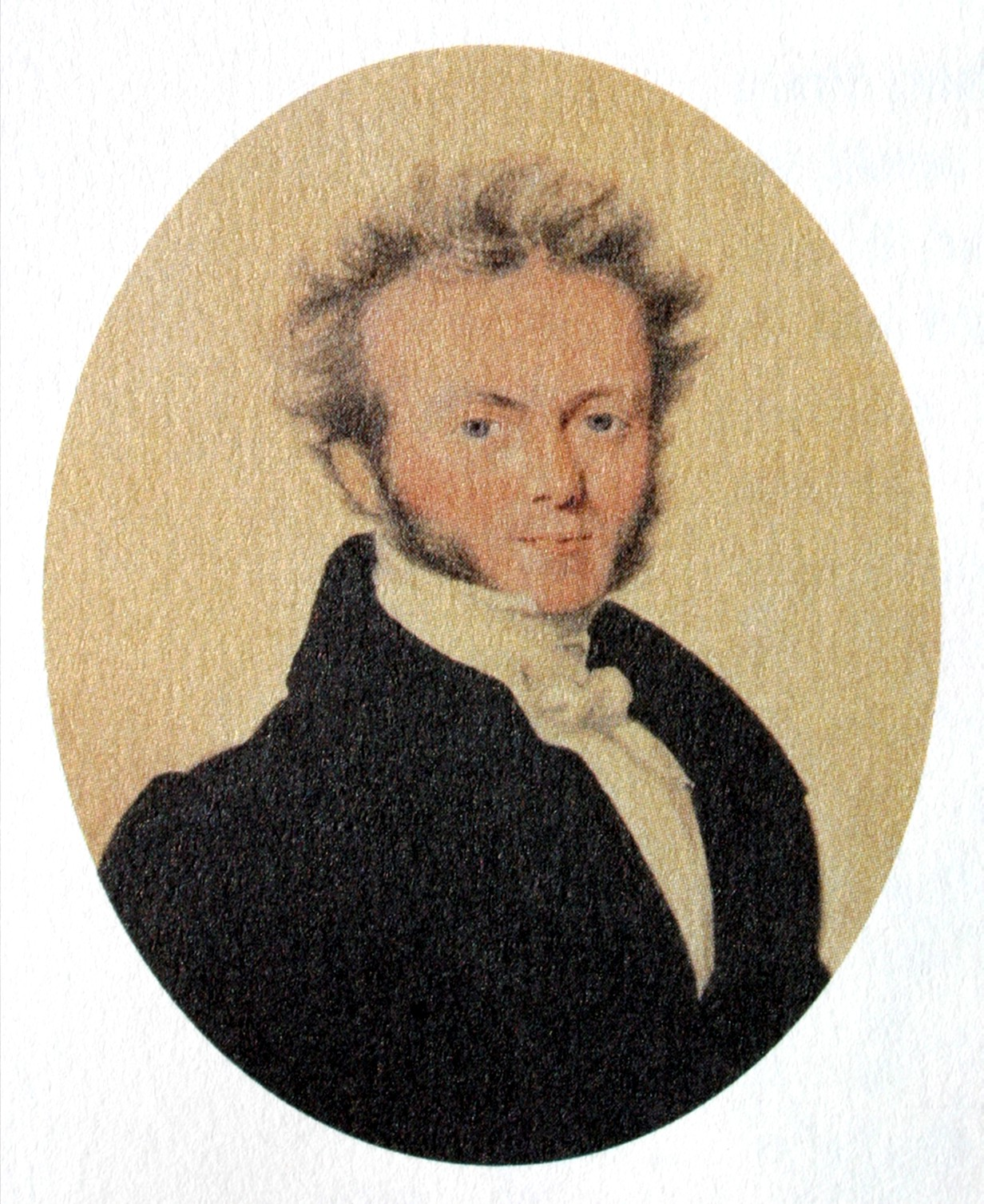
Thomas Maclear, 1833

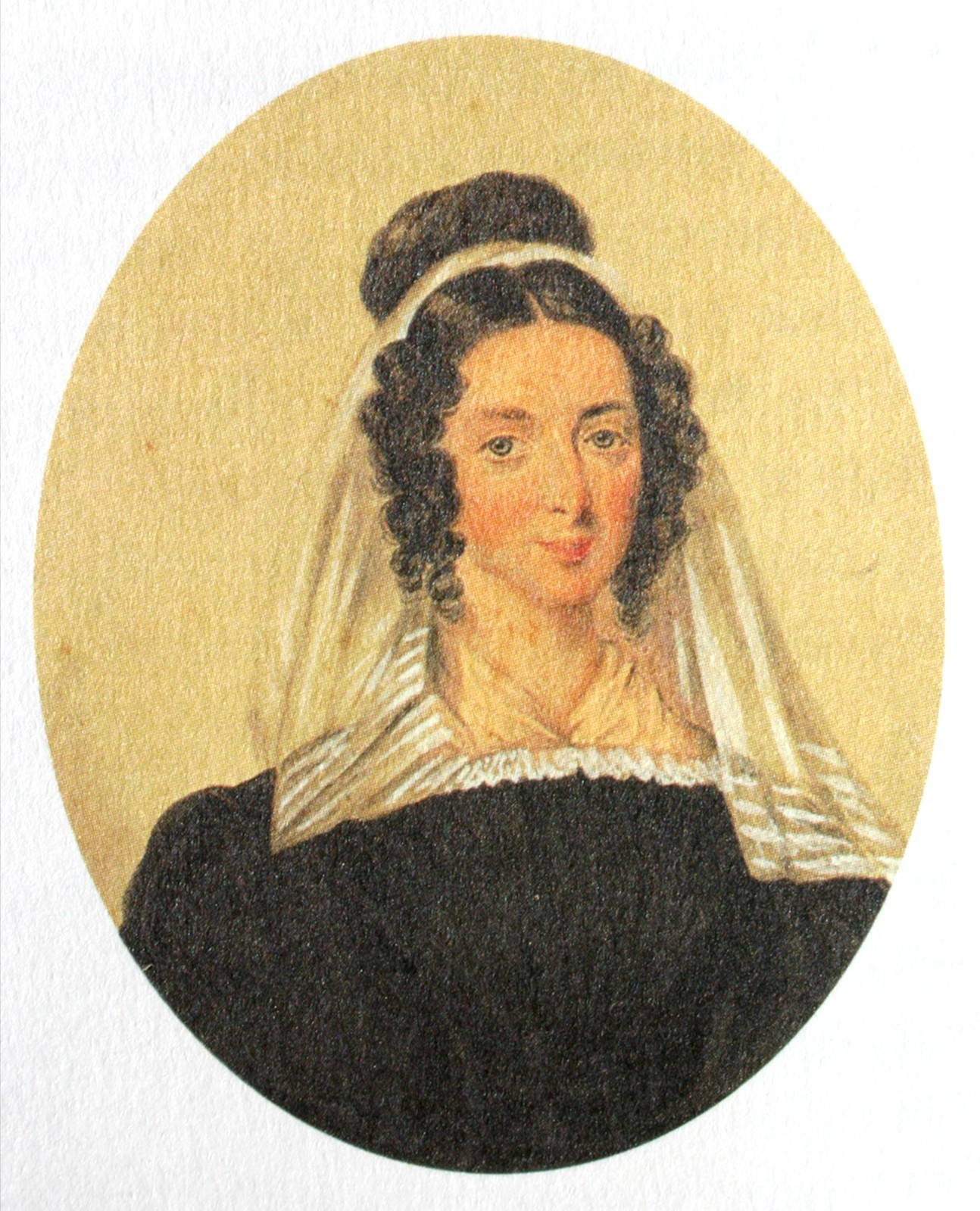
Mary Maclear, um 1830

Sir Thomas Maclear (* 17. März 1794 in Newtownstewart, Irland; † 14. Juli 1879 in Kapstadt) war ein irischstämmiger südafrikanischer Astronom.

## Leben
Maclear wurde am 17. März 1794 in Newtownstewart im irischen County Tyrone als der älteste Sohn von Reverend James Maclear und Mary Magrath geboren. 1808 wurde er nach England geschickt, um dort die medizinische Laufbahn zu ergreifen. Nachdem er seine Examina bestanden hatte, wurde er 1815 in das englische Royal College of Surgeons aufgenommen. In der Folge arbeitete er als Hauschirurg im Krankenhaus von Bedford.
1823 ging Maclear eine Partnerschaft mit seinem Onkel in Biggleswade, Bedfordshire, ein. Zwei Jahre später heiratete er Mary Pearse, die Tochter von Theed Pearse, dem Friedensrichter der Grafschaft von Bedford.
Maclear hatte leidenschaftliches Interesse an der Astronomie, die er hobbymäßig selbst betrieb. So begann er eine lange Mitgliedschaft in der Royal Astronomical Society, zu deren Fellow er schließlich ernannt wurde. Als 1833 der Posten des königlichen Astronomen am Kap der Guten Hoffnung frei wurde, wurde Maclear mit diesem Amt betraut. Er kam dort 1834 an Bord der Tam O’Shanter zusammen mit seiner Frau und fünf Töchtern an, um seine Stellung anzutreten. Dort arbeitete er bis 1838 zusammen mit John Herschel an der Untersuchung des südlichen Himmels. Noch über Jahrzehnte danach gelangen Maclear bedeutende astronomische Beobachtungen.
Die Maclears und die Herschels verband eine enge Freundschaft. Die Ehefrauen wurden durch die ungewöhnliche Beschäftigung ihrer Gatten und die Erziehung ihrer großen Familien zusammengeschweißt. Mary Maclear wurde ebenso wie Margaret Herschel als gut aussehend und intelligent bezeichnet, litt aber an extremer Schwerhörigkeit.

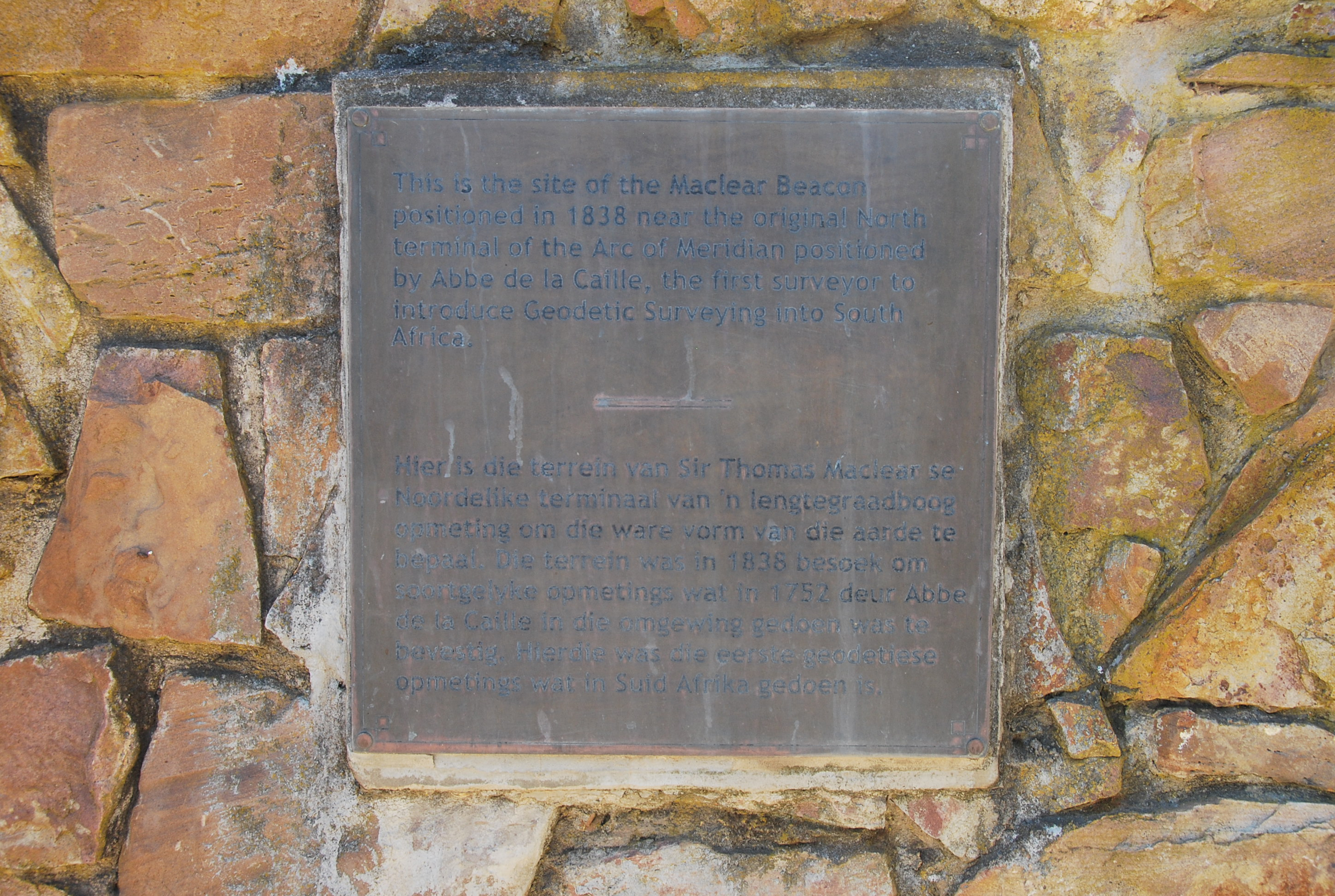
Eine Gedenktafel an den Abbe de la Caille und Thomas Maclear in Aurora in Südafrika. Die Inschrift lautet frei übersetzt: „An dieser Stelle stand ab 1838 der Maclear Leuchtturm nahe dem nördlichen Endpunkt des vom Abbe de la Caille, dem Begründer der geodätischen Vermessung in Südafrika, errichteten Arc of Meridian.“

1750 hatte Abbé Nicolas Louis de Lacaille eine Triangulationsmessung nördlich von Kapstadt durchgeführt, um die Form der Erde zu bestimmen, und dabei herausgefunden, dass die Krümmung der Erde in den südlichen Breiten geringer ist als die in den entsprechenden nördlichen Breiten. Sir George Everest besuchte das Kap 1820 und besichtigte den Ort von Lacailles Bemessungen. Durch seine Erfahrungen aus dem Himalaya glaubte er, dass die beträchtlichen Bergmassive am Kap Lacailles Berechnungen verfälscht haben könnten.
Zwischen 1841 und 1848 befasste sich Maclear mit einer geodätischen Untersuchung, die zum Zweck hatte, die Ausmaße und Form der Erde neu zu berechnen. Er schloss eine enge Freundschaft mit David Livingstone, mit dem er das allgemeine Interesse an der Erkundung Afrikas teilte. Darüber hinaus leistete Maclear weitere nützliche Beiträge zur Wissenschaft, indem er beispielsweise Daten sammelte über die Meteorologie, Magnetismus und die Gezeiten. 
1861 starb seine Frau. Obwohl Maclear zwei Jahre darauf eine Pension gewährt wurde, verließ er das Observatorium erst 1870, um sich zur Ruhe zu setzen. Seinen Ruhestand verbrachte er in der Grey-Villa, Mowbray. 1876 verlor er sein Augenlicht. Drei Jahre später starb er in Kapstadt. Thomas Maclear wurde neben seiner Frau Mary auf dem Gelände des Royal Observatory bestattet.
1863 wurde Maclear zum korrespondierenden Mitglied der Académie des sciences in Paris gewählt.

## Ehrungen und Auszeichnungen
- 1860 für seine Leistungen in der Astronomie zum Knight Bachelor („Sir“) geschlagen.
- 1866 Lalande-Preis
- 1869 Royal Medal der Royal Society „für seine Vermessung eines Meridianbogens am Kap der Guten Hoffnung“.
- Der Mondkrater Maclear wurde nach ihm benannt, genauso wie Maclear’s Beacon auf dem Tafelberg, die Stadt Maclear (seit 2021 Nqanqarhu) in der heutigen südafrikanischen Provinz Ostkap und das Dorf Cape MacLear im heutigen Malawi, das sein Freund David Livingstone so benannte.